# Ligue majeure de baseball 2009
Navigation
2008 2010
La Ligue majeure de baseball 2009 est la 109e saison depuis le rapprochement entre la Ligue américaine et la Ligue nationale et la 134e saison de ligue majeure. Le coup d'envoi de la saison est effectué le 5 avril 2009 avec un match d'ouverture mettant aux prises le champion sortant, les Phillies de Philadelphie, aux Braves d'Atlanta. 
La saison 2009 marque l'ouverture de deux nouveaux stades à New York : Citi Field pour les Mets et New Yankee Stadium pour les Yankees.
Le MLB Network, chaine de télévision de la MLB créée en janvier 2009, s'ajoute aux diffuseurs de rencontres en direct, pour le match vedette du jeudi. Les autres diffuseurs nationaux sont ESPN, TBS et Fox. En Europe, ESPN America (ex-NASN) assure une couverture quotidienne de la saison. Tous les matches sont diffusés en direct via internet sur MLB.TV.
Les Yankees de New York enlèvent leur 27e titre en s'imposant en Série mondiale face aux champions sortants, les Phillies de Philadelphie.
Comme attendu, crise oblige, les affluences connaissent une chute de 6,6 % en saison régulière. Le cru 2009 se place toutefois au cinquième rang de l'histoire de la MLB dans ce domaine.

## Intersaison

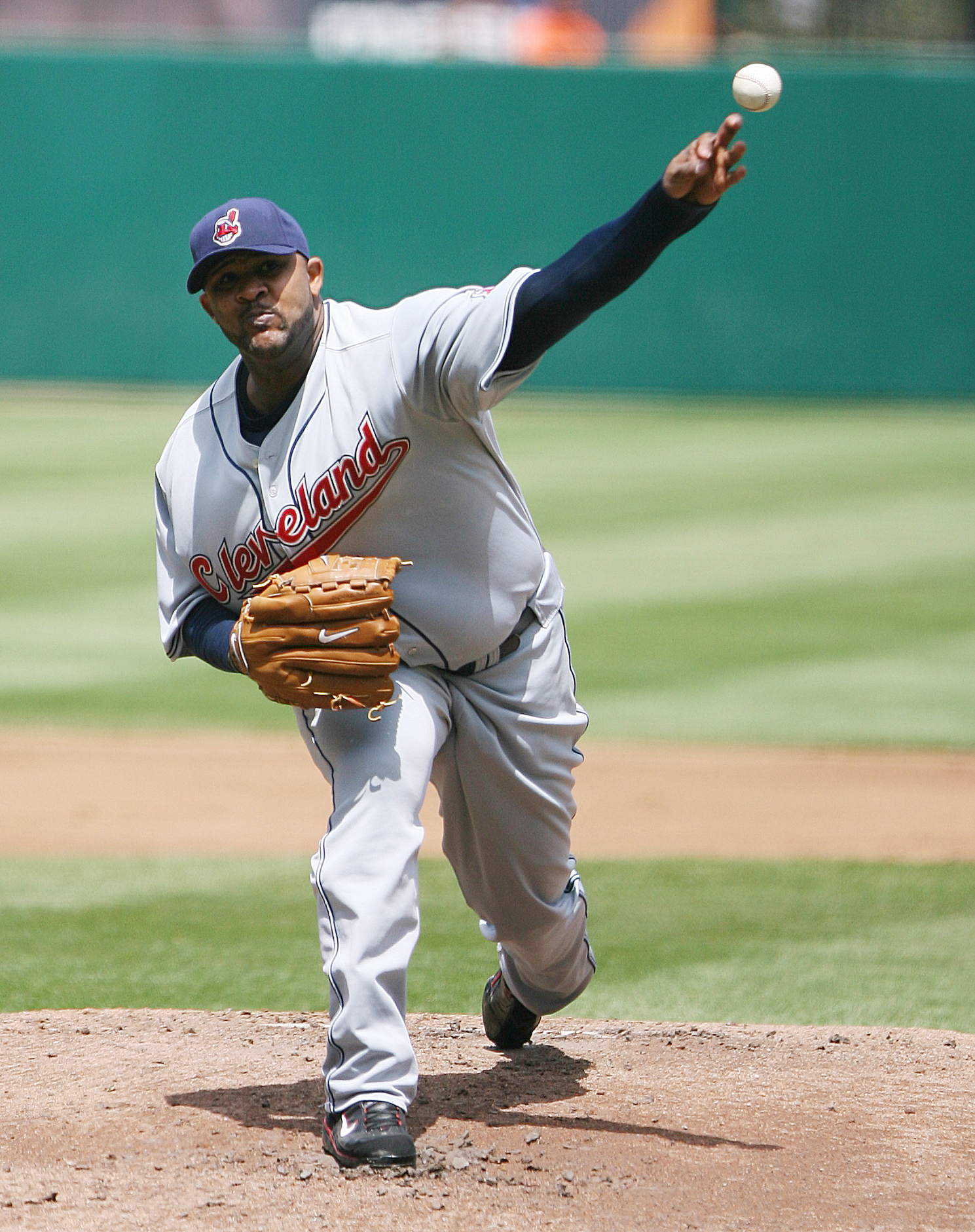
C.C. Sabathia

La trêve est évidemment marquée par la crise économique qui n'a pas vraiment d'impact sur le marché des transferts. Le lanceur C.C. Sabathia signe ainsi un contrat de 161 millions de dollars pour jouer sept ans chez les Yankees de New York de tandis que Manny Ramirez s'engage pour deux saisons chez les Dodgers de Los Angeles contre 45 millions de dollars. La MLB entre dans la deuxième de ses sept années de contrat télé lui assurant 1,8 milliard de dollars par an. Toutefois, la masse salariale des franchises connait une baisse significative en prévision d'une chute importante des revenus de billetterie. Certains propriétaires de clubs sont parfois sévèrement touchés par la crise ; les Mets de New York et les Cubs de Chicago sont les franchises plus exposées. 
La tenue de la Classique mondiale de baseball en mars contraint les clubs à se séparer de nombre de joueurs durant la phase de préparation de la saison, l'entraînement de printemps. 

## Saison régulière

### Événements
Le match d'ouverture oppose le 5 avril le champion en titre, les Phillies de Philadelphie, aux Braves d'Atlanta. Les Braves mènent 4-0 après deux manches pour s'imposer 4-1.
À l'occasion du Jackie Robinson Day, l'ensemble des joueurs, des managers, des instructeurs et des arbitres arborent le numéro 42 de Robinson. Le port de ce maillot était facultatif le 15 avril depuis deux saisons ; il est désormais obligatoire.
Gary Sheffield, qui évolue désormais sous les couleurs des Mets de New York, réussit son 500e coups de circuit en carrière le 17 avril face. Il est le 25e joueur de l'histoire à franchir ce cap.
Le 6 mai, les Dodgers de Los Angeles enregistrent un treizième succès consécutif à domicile au départ d'une saison ; c'est le nouveau record en Ligues majeures. La série s'achève dès le lendemain avec une défaite surprise face aux Nationals de Washington.
Contrôlé positif à la gonadotrophine chorionique humaine (hCG), Manny Ramírez écope d'une suspension de 50 matches le 7 mai. Manny perd 2,37 millions  de dollars de salaire cette saison et 6,8 millions sur son contrat de quatre ans en raison de cette suspension. Il retrouvera les terrains le 3 juillet.
Bob Melvin, en poste depuis 2005 chez les Diamondbacks de l'Arizona, est remplacé par A. J. Hinch le 8 mai à la suite du début de saison décevant des D-backs (12 victoires pour 17 défaites).
Clint Hurdle (20-29), le manager des Rockies du Colorado est remercié le 29 mai. Il est remplacé par Jim Tracy.
Avec la victoire des Dodgers de Los Angeles du 18 juin, le manager Joe Torre compte 2195 victoires en carrière comme manager lui assurant la cinquième place, devant Sparky Anderson (2194), dans ce domaine depuis les débuts de la Ligue majeure. Connie Mack domine toujours ce secteur avec 3731 victoires en carrière comme manager.
En ouverture de la coupure du match du match des étoiles, les Nationals de Washington (26-61) se séparent de leur manager Manny Acta. Il est remplacé le 13 juillet par Jim Riggleman.

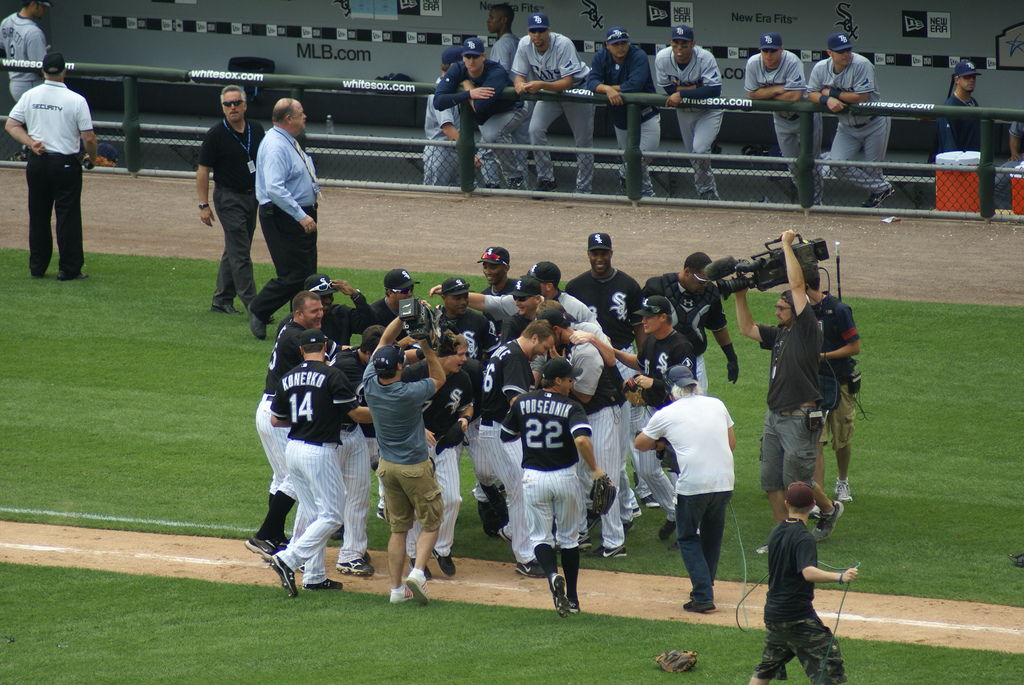
Mark Buehrle lance un match parfait

Le 23 juillet, Mark Buehrle, lanceur des White Sox de Chicago lance le 18e match parfait de l'histoire de Ligue contre les Rays de Tampa Bay, son second match sans point ni coup sûr.
Les Pirates de Pittsburgh enregistrent, dès le 7 septembre, leur 17e saison consécutive avec plus de défaites que de victoires. C'est un record absolu dans l'ensemble du sport professionnel nord-américain.
Le 20 septembre, Cecil Cooper est démis de ses fonctions de manager des Astros de Houston. Dave Clark assure l'intérim en fin de saison à partir du 21 septembre.
Un match de barrage est nécessaire pour départager les Tigers de Détroit et les Twins du Minnesota en division centrale de la Ligue américaine. Cette rencontre programmée le 6 octobre chez les Twins est remportée par les Twins (5-6) après plus de 4 heures et demie de jeu.

### Classement de la saison régulière
Légende : V : victoires, D : défaites, % : pourcentage de victoires, GB : games behind ou retard (en matchs) sur la première place.
| Ligue américaine (Division Est) | V   | D  | %    | GB |
| ------------------------------- | --- | -- | ---- | -- |
| Yankees de New York             | 103 | 59 | .636 | -- |
| Red Sox de Boston               | 95  | 67 | .586 | 8  |
| Rays de Tampa Bay               | 84  | 78 | .519 | 19 |
| Blue Jays de Toronto            | 75  | 87 | .463 | 28 |
| Orioles de Baltimore            | 64  | 98 | .395 | 39 |

| Ligue américaine (Division Centrale) | V  | D  | %    | GB |
| ------------------------------------ | -- | -- | ---- | -- |
| Twins du Minnesota                   | 87 | 76 | .531 | -- |
| Tigers de Détroit                    | 86 | 77 | .531 | -- |
| White Sox de Chicago                 | 79 | 83 | .488 | 7  |
| Indians de Cleveland                 | 65 | 97 | .401 | 21 |
| Royals de Kansas City                | 65 | 97 | .401 | 21 |

| Ligue américaine (Division Ouest) | V  | D  | %    | GB |
| --------------------------------- | -- | -- | ---- | -- |
| Angels d'Anaheim                  | 97 | 65 | .599 | -- |
| Rangers du Texas                  | 87 | 75 | .537 | 10 |
| Mariners de Seattle               | 85 | 77 | .525 | 12 |
| Athletics d'Oakland               | 75 | 87 | .463 | 22 |

| Ligue nationale (Division Est) | V  | D   | %    | GB |
| ------------------------------ | -- | --- | ---- | -- |
| Phillies de Philadelphie       | 93 | 69  | .574 | -- |
| Marlins de la Floride          | 87 | 75  | .537 | 6  |
| Braves d'Atlanta               | 86 | 76  | .531 | 7  |
| Mets de New York               | 70 | 92  | .432 | 23 |
| Nationals de Washington        | 59 | 103 | .364 | 34 |

| Ligue nationale (Division Centrale) | V  | D  | %    | GB  |
| ----------------------------------- | -- | -- | ---- | --- |
| Cardinals de Saint-Louis            | 91 | 71 | .562 | --  |
| Cubs de Chicago                     | 83 | 78 | .516 | 7½  |
| Brewers de Milwaukee                | 80 | 82 | .491 | 11  |
| Reds de Cincinnati                  | 78 | 84 | .481 | 13  |
| Astros de Houston                   | 74 | 88 | .457 | 17  |
| Pirates de Pittsburgh               | 62 | 99 | .385 | 28½ |

| Ligue nationale (Division Ouest) | V  | D  | %    | GB |
| -------------------------------- | -- | -- | ---- | -- |
| Dodgers de Los Angeles           | 95 | 67 | .586 | -- |
| Rockies du Colorado              | 92 | 70 | .568 | 3  |
| Giants de San Francisco          | 88 | 74 | .543 | 7  |
| Padres de San Diego              | 75 | 87 | .463 | 20 |
| Diamondbacks de l'Arizona        | 70 | 92 | .432 | 25 |

### Statistiques individuelles

#### Au bâton
| Catégorie        | Ligue nationale                                 | Stat | Ligue américaine                           | Stat |
| ---------------- | ----------------------------------------------- | ---- | ------------------------------------------ | ---- |
| Moyenne au bâton | Hanley Ramírez (Marlins)                        | .342 | Joe Mauer (Twins)                          | .365 |
| Points produits  | Ryan Howard (Phillies) Prince Fielder (Brewers) | 141  | Mark Teixeira (Yankees)                    | 122  |
| Coups de circuit | Albert Pujols (Cardinals)                       | 47   | Carlos Peña (Rays) Mark Teixeira (Yankees) | 39   |
| Bases volées     | Michael Bourn (Astros)                          | 61   | Jacoby Ellsbury (Red Sox)                  | 70   |

#### Lanceurs
| Catégorie                 | Ligue nationale             | Stat | Ligue américaine                                                             | Stat |
| ------------------------- | --------------------------- | ---- | ---------------------------------------------------------------------------- | ---- |
| Moyenne de points mérités | Chris Carpenter (Cardinals) | 2.24 | Zack Greinke (Royals)                                                        | 2.16 |
| Victoires                 | Adam Wainwright (Cardinals) | 19   | C.C. Sabathia (Yankees) Justin Verlander (Tigers) Félix Hernández (Mariners) | 19   |
| Retraits sur prises       | Tim Lincecum (Giants)       | 261  | Justin Verlander (Tigers)                                                    | 269  |
| Sauvetages                | Heath Bell (Padres)         | 42   | Brian Fuentes (Angels)                                                       | 48   |

## Séries éliminatoires
|  | Séries de divisions | Séries de divisions | Séries de divisions | Séries de divisions |   |         | Séries de championnat | Séries de championnat | Séries de championnat | Séries de championnat |  |  | Série mondiale | Série mondiale | Série mondiale | Série mondiale |
|  |                     |                     |                     |                     |   |         |                       |                       |                       |                       |  |  |                |                |                |                |
|  |                     |                     |                     |                     |   |         |                       |                       |                       |                       |  |  |                |                |                |                |
|  |                     |                     |                     |                     |   |         |                       |                       |                       |                       |  |  |                |                |                |                |
|  | 1                   | Yankees             | 3                   | 3                   |   |         |                       |                       |                       |                       |  |  |                |                |                |                |
|  | 1                   | Yankees             | 3                   | 3                   |   |         |                       |                       |                       |                       |  |  |                |                |                |                |
|  | 3                   | Twins               | 0                   | 0                   |   |         |                       |                       |                       |                       |  |  |                |                |                |                |
|  | 3                   | Twins               | 0                   | 0                   | 1 | Yankees | 4                     | 4                     |                       |                       |  |  |                |                |                |                |
|  | Ligue américaine    |                     |                     |                     | 1 | Yankees | 4                     | 4                     |                       |                       |  |  |                |                |                |                |
|  |                     |                     | 2                   | Angels              | 2 | 2       |                       |                       |                       |                       |  |  |                |                |                |                |
|  | 2                   | Angels              | 2                   | Angels              | 2 | 2       | 3                     | 3                     |                       |                       |  |  |                |                |                |                |
|  | 2                   | Angels              |                     |                     |   |         |                       | 3                     |                       |                       |  |  |                |                |                |                |
|  | 4                   | Red Sox             | 0                   | 0                   |   |         |                       |                       |                       |                       |  |  |                |                |                |                |
|  | 4                   | Red Sox             | 0                   | 0                   | 1 | Yankees | 4                     | 4                     |                       |                       |  |  |                |                |                |                |
|  |                     |                     |                     |                     | 1 | Yankees | 4                     | 4                     |                       |                       |  |  |                |                |                |                |
|  |                     |                     | 2                   | Phillies            | 2 | 2       |                       |                       |                       |                       |  |  |                |                |                |                |
|  | 1                   | Dodgers             | 2                   | Phillies            | 2 | 2       | 3                     | 3                     |                       |                       |  |  |                |                |                |                |
|  | 1                   | Dodgers             |                     |                     |   |         |                       |                       |                       |                       |  |  |                |                |                |                |
|  | 3                   | Cardinals           | 0                   | 0                   |   |         |                       |                       |                       |                       |  |  |                |                |                |                |
|  | 3                   | Cardinals           | 0                   | 0                   | 1 | Dodgers | 1                     | 1                     |                       |                       |  |  |                |                |                |                |
|  | Ligue nationale     |                     |                     |                     | 1 | Dodgers | 1                     | 1                     |                       |                       |  |  |                |                |                |                |
|  |                     |                     | 2                   | Phillies            | 4 | 4       |                       |                       |                       |                       |  |  |                |                |                |                |
|  | 2                   | Phillies            | 2                   | Phillies            | 4 | 4       | 3                     | 3                     |                       |                       |  |  |                |                |                |                |
|  | 2                   | Phillies            |                     |                     |   |         |                       | 3                     |                       |                       |  |  |                |                |                |                |
|  | 4                   | Rockies             | 1                   | 1                   |   |         |                       |                       |                       |                       |  |  |                |                |                |                |
|  | 4                   | Rockies             | 1                   | 1                   |   |         |                       |                       |                       |                       |  |  |                |                |                |                |
|  |                     |                     |                     |                     |   |         |                       |                       |                       |                       |  |  |                |                |                |                |

### Séries de divisions
Les séries de divisions constituent le premier tour des séries éliminatoires de la Ligue majeure de baseball. Les trois vainqueurs des divisions et le meilleur deuxième de chaque ligue sont qualifiés pour des séries au meilleur des cinq rencontres. Les séries sont programmées du 7 au 14 octobre 2009. Les vainqueurs des séries pour chaque ligue se rencontreront lors des séries de ligues du 15 au 25 octobre.

#### Yankees de New York - Twins du Minnesota
| Match | Date       | Recevant            | Visiteur            | Score         |
| ----- | ---------- | ------------------- | ------------------- | ------------- |
| 1     | 7 octobre  | Yankees de New York | Twins du Minnesota  | 7 - 2         |
| 2     | 9 octobre  | Yankees de New York | Twins du Minnesota  | 4 - 3 (11 m.) |
| 3     | 11 octobre | Twins du Minnesota  | Yankees de New York | 1 - 4         |

#### Angels de Los Angeles - Red Sox de Boston
| Match | Date       | Recevant              | Visiteur              | Score |
| ----- | ---------- | --------------------- | --------------------- | ----- |
| 1     | 8 octobre  | Angels de Los Angeles | Red Sox de Boston     | 5 - 0 |
| 2     | 9 octobre  | Angels de Los Angeles | Red Sox de Boston     | 4 - 1 |
| 3     | 11 octobre | Red Sox de Boston     | Angels de Los Angeles | 6 - 7 |

#### Dodgers de Los Angeles - Cardinals de Saint-Louis
| Match | Date       | Recevant                 | Visiteur                 | Score |
| ----- | ---------- | ------------------------ | ------------------------ | ----- |
| 1     | 7 octobre  | Dodgers de Los Angeles   | Cardinals de Saint-Louis | 5 - 3 |
| 2     | 8 octobre  | Dodgers de Los Angeles   | Cardinals de Saint-Louis | 3 - 2 |
| 3     | 10 octobre | Cardinals de Saint-Louis | Dodgers de Los Angeles   | 1 - 5 |

#### Phillies de Philadelphie - Rockies du Colorado
| Match | Date       | Recevant                 | Visiteur                 | Score           |
| ----- | ---------- | ------------------------ | ------------------------ | --------------- |
| 1     | 7 octobre  | Phillies de Philadelphie | Rockies du Colorado      | 5 - 1           |
| 2     | 8 octobre  | Phillies de Philadelphie | Rockies du Colorado      | 4 - 5           |
| -     | 10 octobre | Rockies du Colorado      | Phillies de Philadelphie | reporté (neige) |
| 3     | 11 octobre | Rockies du Colorado      | Phillies de Philadelphie | 5 - 6           |
| 4     | 12 octobre | Rockies du Colorado      | Phillies de Philadelphie | 4 - 5           |

### Séries de championnat
Les séries de championnat constituent le deuxième tour des séries éliminatoires de la Ligue majeure de baseball. Les deux vainqueurs des séries de division sont qualifiés pour des séries au meilleur des sept rencontres. Les séries sont programmées du 15 au 25 octobre 2009. Les vainqueurs des séries pour chaque ligue se rencontreront lors de la Série mondiale du 28 octobre au 5 novembre.

#### Yankees de New York - Angels de Los Angeles
| Match | Date       | Recevant              | Visiteur              | Score           |
| ----- | ---------- | --------------------- | --------------------- | --------------- |
| 1     | 16 octobre | Yankees de New York   | Angels de Los Angeles | 4 - 1           |
| 2     | 17 octobre | Yankees de New York   | Angels de Los Angeles | 4 - 3 (13 m.)   |
| 3     | 19 octobre | Angels de Los Angeles | Yankees de New York   | 5 - 4 (11 m.)   |
| 4     | 20 octobre | Angels de Los Angeles | Yankees de New York   | 1 - 10          |
| 5     | 22 octobre | Angels de Los Angeles | Yankees de New York   | 7 - 6           |
| -     | 24 octobre | Yankees de New York   | Angels de Los Angeles | reporté (pluie) |
| 6     | 25 octobre | Yankees de New York   | Angels de Los Angeles | 5 - 2           |

#### Dodgers de Los Angeles - Phillies de Philidelphie
| Match | Date       | Recevant                 | Visiteur                 | Score  |
| ----- | ---------- | ------------------------ | ------------------------ | ------ |
| 1     | 15 octobre | Dodgers de Los Angeles   | Phillies de Philidelphie | 6 - 8  |
| 2     | 16 octobre | Dodgers de Los Angeles   | Phillies de Philidelphie | 2 - 1  |
| 3     | 18 octobre | Phillies de Philidelphie | Dodgers de Los Angeles   | 11 - 0 |
| 4     | 19 octobre | Phillies de Philidelphie | Dodgers de Los Angeles   | 5 - 4  |
| 5     | 21 octobre | Phillies de Philidelphie | Dodgers de Los Angeles   | 10 - 4 |

### Série mondiale
La série mondiale constitue la finale de la Ligue majeure de baseball. Elle se tient du 28 octobre au 4 novembre.
Les Yankees de New York s'imposent contre les Phillies de Philadelphie en six matches.
| Match | Date         | Recevant                 | Visiteur                 | Score |
| ----- | ------------ | ------------------------ | ------------------------ | ----- |
| 1     | 28 octobre   | Yankees de New York      | Phillies de Philadelphie | 1 - 6 |
| 2     | 29 octobre   | Yankees de New York      | Phillies de Philadelphie | 3 - 1 |
| 3     | 31 octobre   | Phillies de Philadelphie | Yankees de New York      | 5 - 8 |
| 4     | 1er novembre | Phillies de Philadelphie | Yankees de New York      | 4 - 7 |
| 5     | 2 novembre   | Phillies de Philadelphie | Yankees de New York      | 8 - 6 |
| 6     | 4 novembre   | Yankees de New York      | Phillies de Philadelphie | 7 - 3 |

## Honneurs individuels
| Trophées de l'Association des chroniqueurs de baseball d'Amérique | Trophées de l'Association des chroniqueurs de baseball d'Amérique     | Trophées de l'Association des chroniqueurs de baseball d'Amérique   | Trophées de l'Association des chroniqueurs de baseball d'Amérique | Trophées de l'Association des chroniqueurs de baseball d'Amérique | Trophées de l'Association des chroniqueurs de baseball d'Amérique | Trophées de l'Association des chroniqueurs de baseball d'Amérique | Trophées de l'Association des chroniqueurs de baseball d'Amérique | Trophées de l'Association des chroniqueurs de baseball d'Amérique |
| Trophée                                                           | Ligue nationale                                                       | Ligue américaine                                                    |                                                                   |                                                                   |                                                                   |                                                                   |                                                                   |                                                                   |
| ----------------------------------------------------------------- | --------------------------------------------------------------------- | ------------------------------------------------------------------- | ----------------------------------------------------------------- | ----------------------------------------------------------------- | ----------------------------------------------------------------- | ----------------------------------------------------------------- | ----------------------------------------------------------------- | ----------------------------------------------------------------- |
| Recrue de l'année                                                 | Chris Coghlan (Marlins)                                               | Andrew Bailey (Athletics)                                           |                                                                   |                                                                   |                                                                   |                                                                   |                                                                   |                                                                   |
| Trophée Cy Young                                                  | Tim Lincecum (Giants)                                                 | Zack Greinke (Royals)                                               |                                                                   |                                                                   |                                                                   |                                                                   |                                                                   |                                                                   |
| Manager de l'année                                                | Jim Tracy (Rockies)                                                   | Mike Scioscia (Angels)                                              |                                                                   |                                                                   |                                                                   |                                                                   |                                                                   |                                                                   |
| Meilleur joueur (MVP)                                             | Albert Pujols (Cardinals)                                             | Joe Mauer (Twins)                                                   |                                                                   |                                                                   |                                                                   |                                                                   |                                                                   |                                                                   |
| Gant doré                                                         |                                                                       |                                                                     |                                                                   |                                                                   |                                                                   |                                                                   |                                                                   |                                                                   |
| Position                                                          | Ligue nationale                                                       | Ligue américaine                                                    |                                                                   |                                                                   |                                                                   |                                                                   |                                                                   |                                                                   |
| Lanceur                                                           | Adam Wainwright (Cardinals)                                           | Mark Buehrle (White Sox)                                            |                                                                   |                                                                   |                                                                   |                                                                   |                                                                   |                                                                   |
| Receveur                                                          | Yadier Molina (Cardinals)                                             | Joe Mauer (Twins)                                                   |                                                                   |                                                                   |                                                                   |                                                                   |                                                                   |                                                                   |
| 1re base                                                          | Adrian Gonzalez (Padres)                                              | Mark Teixeira (Yankees)                                             |                                                                   |                                                                   |                                                                   |                                                                   |                                                                   |                                                                   |
| 2e base                                                           | Orlando Hudson (Dodgers)                                              | Plácido Polanco (Tigers)                                            |                                                                   |                                                                   |                                                                   |                                                                   |                                                                   |                                                                   |
| 3e base                                                           | Ryan Zimmerman (Nationals)                                            | Evan Longoria (Rays)                                                |                                                                   |                                                                   |                                                                   |                                                                   |                                                                   |                                                                   |
| Arrêt-court                                                       | Jimmy Rollins (Phillies)                                              | Derek Jeter (Yankees)                                               |                                                                   |                                                                   |                                                                   |                                                                   |                                                                   |                                                                   |
| Champ extérieur                                                   | Matt Kemp (Dodgers) Michael Bourn (Astros) Shane Victorino (Phillies) | Torii Hunter (Angels) Adam Jones (Orioles) Ichiro Suzuki (Mariners) |                                                                   |                                                                   |                                                                   |                                                                   |                                                                   |                                                                   |
| Prix Silver Slugger                                               |                                                                       |                                                                     |                                                                   |                                                                   |                                                                   |                                                                   |                                                                   |                                                                   |
| Position                                                          | Ligue nationale                                                       | Ligue américaine                                                    |                                                                   |                                                                   |                                                                   |                                                                   |                                                                   |                                                                   |
| Lanceur/Frappeur désigné                                          | Carlos Zambrano (Cubs)                                                | Adam Lind (Blue Jays)                                               |                                                                   |                                                                   |                                                                   |                                                                   |                                                                   |                                                                   |
| Receveur                                                          | Brian McCann (Braves)                                                 | Joe Mauer (Twins)                                                   |                                                                   |                                                                   |                                                                   |                                                                   |                                                                   |                                                                   |
| 1re base                                                          | Albert Pujols (Cardinals)                                             | Mark Teixeira (Yankees)                                             |                                                                   |                                                                   |                                                                   |                                                                   |                                                                   |                                                                   |
| 2e base                                                           | Chase Utley (Phillies)                                                | Aaron Hill (Blue Jays)                                              |                                                                   |                                                                   |                                                                   |                                                                   |                                                                   |                                                                   |
| 3e base                                                           | Ryan Zimmerman (Nationals)                                            | Evan Longoria (Rays)                                                |                                                                   |                                                                   |                                                                   |                                                                   |                                                                   |                                                                   |
| Arrêt-court                                                       | Hanley Ramírez (Marlins)                                              | Derek Jeter (Yankees)                                               |                                                                   |                                                                   |                                                                   |                                                                   |                                                                   |                                                                   |
| Champ extérieur                                                   | Ryan Braun (Brewers) Matt Kemp (Dodgers) Andre Ethier (Dodgers)       | Jason Bay (Red Sox) Torii Hunter (Angels) Ichiro Suzuki (Mariners)  |                                                                   |                                                                   |                                                                   |                                                                   |                                                                   |                                                                   |